# Sydkoreas herrlandslag i vattenpolo
Sydkoreas herrlandslag i vattenpolo representerar Sydkorea i vattenpolo på herrsidan. Laget deltog, i egenskap av hemmalag, i 1988 års olympiska turnering och slutade där på 12:e plats.

### Fotnoter
1. ↑  Todor Krastev (26 mars 1988). ”Men Water Polo Olympic Games 1988 Seoul (KOR) - 21.09-01.10 Winner Yugoslavia” (på engelska). Sport Statistics. Arkiverad från originalet den 23 juni 2015. https://web.archive.org/web/20150623162958/http://todor66.com/Water_Polo/Olympic/Men_1988.html. Läst 27 juni 2015.